# Urban Gothic
Urban Gothic ou Légendes sanglantes (Urban Gothic) est une série télévisée britannique en 22 épisodes de 30 minutes créée par Tom de Ville et Steve Matthews, diffusée entre le 17 mai 2000 et le 28 décembre 2001 sur la chaîne Channel 5.
En France, la série a été diffusée sur Cinéfaz.

## Synopsis
Cette série est une anthologie d’histoires horrifiques se déroulant à Londres.

## Épisodes

### Première saison (2000)
1. T'es un homme mort (Dead Meat)
2. Vampirologie (Vampirology)
3. titre français inconnu (Old Nick)
4. titre français inconnu (Lacuna)
5. titre français inconnu (Deptford Voodoo)
6. titre français inconnu (Sum of the Parts)
7. titre français inconnu (The One Where...)
8. Le Hurlement du loup (Cry Wolf)
9. titre français inconnu (Be Movie)
10. L'Étrange supermarché (Pineapple Chunks)
11. titre français inconnu (The Boy's Club)
12. titre français inconnu (Turn On)
13. titre français inconnu (Thirteen)

### Deuxième saison (2001)
1. titre français inconnu (Sandman)
2. titre français inconnu (Membrane)
3. titre français inconnu (Necromance)
4. titre français inconnu (Eater)
5. titre français inconnu (Serotonin Wild)
6. titre français inconnu (Ritual Slaughter)
7. titre français inconnu (The End)
8. titre français inconnu (Dollhouse Burns: Part 1)
9. titre français inconnu (Dollhouse Burns: Part 2)